# Csak lazán, Scooby-Doo!
A Csak lazán, Scooby-Doo (eredeti címén Be Cool, Scooby-Doo!) amerikai televíziós rajzfilmsorozat, amelyet a Warner Bros. Animation készít a Cartoon Network és a Boomerang számára. Ez a Scooby-Doo franchise tizenharmadik animációsfilm-sorozata, amelyet 2014 márciusában jelentettek be a Tom és Jerry-show és a Tapsi: A Bolondos dallamok alkotóitól című sorozatokkal együtt. Az Egyesült Államokban eredetileg a Boomerang tűzte volna műsorra, végül a Cartoon Network mutatta be 2015. október 5-én és csak később került át a Boomerangra.
Magyar szinkronnal 2015. november 28-án mutatta be a Boomerang, nem sokkal a világpremier után.

## Szereplők
Bár a szereplők megjelenését újragondolták a készítők, a jellemük és vonásaik tekintetében visszatértek a gyökerekhez; az eredeti Scooby-Doo, merre vagy? szériát vették alapul.
- Scooby-Doo (15)
- Norville Bozont Rogers (19)
- Daphne Blake (20)
- Velma Dinkley (17)
- Fred Jones (18)

## Magyar változat[3]
Felolvasó: Bozai József
Magyar hangok
- Albert Péter – Harvey
- Andresz Kati – bírónő
- Ács Balázs – Wayne
- Bácskai János – Ed Johnson
- Berkes Bence – tini fiú, Zack
- Berkes Boglárka – Ruby Lutz, Trudy Lutz
- Bodrogi Attila – Colson McCready, Golander, régész 1.
- Bognár Tamás – Salomon
- Bolla Róbert – Chip Braverton, Hószörny, Madcap
- Borbíró András – Dack
- Bódy Gergely – Fred Jones
- Császár András – árva fiú
- Csuha Lajos – Mason, Dr. Messmer
- Elek Ferenc – Milton, a főrendész, reneszánsz király
- Faragó András – Jasper, Stall tábornok
- Fazekas István – Hess professzor, Big Earl, Bellington
- Fekete Zoltán – Bozont Rogers
- Forgács Gábor – Longfellow dékán, Dave Mann, Alistair Leventhal, Young Aengus
- Galbenisz Tomasz – Mr. Howard
- Gubányi György István – Sammy Samson
- Györfi Laura – Kimmy, lány (1x25)
- Halász Aranka – Wendy Palloy, Nate anyja
- Harcsik Róbert – riporter
- Hámori Eszter – Diána Blake
- Imre István – Riker polgármester
- Juhász Zoltán – Daniel Valentino
- Kajtár Róbert – parkőr
- Kardos Eszter – Carli
- Kiss Erika – Kimmy anyja
- Koncz István – Rick, Jack Loudner, Madárijesztő
- Laudon Andrea – Beth, Aki
- Maday Gábor – Chazz, ijesztő ember, rendőr (1x24, 1x25), ügynökkalauz, Miguel
- Madarász Éva – Vilma Dinkley
- Magyar Bálint – Bones Malone
- Markovics Tamás – Chuck Mangum
- Megyeri János – Dr. Dunsbury
- Melis Gábor – Scooby-Doo
- Menszátor Magdolna – Pipi Wuthering
- Molnár Levente – Dwayne
- Moser Károly – Mitchell, McDoon kapitány, Boon seriff
- Nemes Takách Kata – Violet Oberon
- Németh Gábor – Jeff, Mocsári Pierre
- Nikas Dániel – utas a vonaton
- Orosz Gergely – Francis, Charlie, a paparazzo
- Ősi Ildikó – Rogers polgármester, Estelle
- Papucsek Vilmos – nagydarab fickó
- Pál Dániel Máté – Braiden, fiú (1x25)
- Pálmai Szabolcs – Bradwick, Nate
- Penke Bence – Aiden
- Pusztaszeri Kornél – Casper Cosgoode
- Sallai Nóra – Bond Kuro
- Rosta Sándor – George, bolond rém
- Roatis Andrea – Henriett Vandergrauff
- Ruttkay Laura – Charlene Tandywine
- Seder Gábor – Eric, Mort, Morly
- Solecki Janka – Salazar professzor
- Sótonyi Gábor – Vic
- Szokol Péter – Joe, Piero, a bábművész, Hoppá, Mr. Kagawa
- Szűcs Sándor – Ravi
- Turi Bálint – Thorn búvároktató, Elton Ploy, Old Tom
- Varga Rókus – Mr. Sullivan, rendőr (1x05)
- Vári Attila – McQuaid

További magyar hangok: Andrádi Zsanett, Kapácsy Miklós, Kisfalusi Lehel, Laurinyecz Réka, Renácz Zoltán, Seszták Szabolcs, Sipos Eszter Anna, Szabó Zselyke, Vági Viktória

## Epizódok

### Évados áttekintés
| Évad | Évad | Epizódok | Eredeti sugárzás  | Eredeti sugárzás   | Magyar sugárzás    | Magyar sugárzás  |
| Évad | Évad | Epizódok | Évadpremier       | Évadfinálé         | Évadpremier        | Évadfinálé       |
| ---- | ---- | -------- | ----------------- | ------------------ | ------------------ | ---------------- |
|      | 1    | 26       | 2015. október 5.  | 2016. október 22.  | 2015. november 28. | 2017. március 4. |
|      | 2    | 26       | 2017. február 13. | 2017. november 13. | 2017. július 17.   | 2018. február 1. |

### 1. évad
| #   | Eredeti cím                                                  | Magyar cím                           | Eredeti premier      | Magyar premier       | Prod. kód |
| --- | ------------------------------------------------------------ | ------------------------------------ | -------------------- | -------------------- | --------- |
| 1.  | Mystery 101                                                  | Alapfokú rejtélyfejtés               | 2015. október 5.     | 2015. november 28.   | 101       |
| 2.  | Game of Chicken                                              | Csirkejáték                          | 2015. október 6.     | 2015. december 5.    | 103       |
| 3.  | All Paws on Deck                                             | Mindenki a fedélzet alá!             | 2015. október 7.     | 2015. december 13.   | 106       |
| 4.  | Poodle Justice                                               | Az uszkár itt a sztár?               | 2015. október 8.     | 2015. december 6.    | 104       |
| 5.  | Grand Scam                                                   | A kutyaütő ütő                       | 2015. október 9.     | 2016. január 17.     | 112       |
| 6.  | Trading Chases                                               | Szerepcsere                          | 2015. október 12.    | 2015. december 26.   | 109       |
| 7.  | Be Quiet Scooby-Doo!                                         | Scooby-Doo, dugulj el!               | 2015. október 15.    | 2015. december 12.   | 105       |
| 8.  | Party Like It's 1899                                         | Fejetlenség                          | 2015. október 19.    | 2015. november 29.   | 102       |
| 9.  | Screama Donna                                                | Sivalko Donna                        | 2015. október 20.    | 2015. december 19.   | 107       |
| 10. | Kitchen Frightmare                                           | Rémálom a konyhában                  | 2015. október 21.    | 2015. december 27.   | 110       |
| 11. | Me, Myself, and A.I.                                         | Én, a gép                            | 2015. október 22.    | 2016. január 9.      | 113       |
| 12. | Area 51 Adjacent                                             | Az 51-es körzet és csatolmányai      | 2015. október 23.    | 2016. január 10.     | 111       |
| 13. | Where There's a Will, There's a Wraith                       | Hol örökség van, ott kísértet is van | 2015. október 28.    | 2016. június 12.     | 115       |
| 14. | If You Can't Scooby-Doo the Time, Don't Scooby-Doo the Crime | Ha nem kívánod a sittet, ne lopj     | 2015. október 30.    | 2015. december 20.   | 108       |
| 15. | Scary Christmas                                              | Karácsonyi riadalom                  | 2015. december 10.   | 2016. június 26.     | 119       |
| 16. | Gremlin on a Plane                                           | Bajkeverő a gépen                    | 2016. február 13.    | 2016. június 11.     | 114       |
| 17. | Sorcerer Snacks Scare                                        | Hekkelt snack                        | 2016. február 20.    | 2016. június 18.     | 116       |
| 18. | Saga of the Swamp Beast                                      | A mocsári szörny legendája           | 2016. február 27.    | 2016. június 19.     | 117       |
| 19. | Be Cold, Scooby-Doo!                                         | Rá ne fázz, Scooby-Doo!              | 2016. március 5.     | 2016. június 25.     | 118       |
| 20. | Giant Problems                                               | Óriási problémák                     | 2016. március 12.    | 2017. március 4.     | 120       |
| 21. | Eating Crow                                                  | Lebőgés                              | 2016. március 19.    | 2016. október 8.     | 121       |
| 22. | I Scooby Dooby Do                                            | A sziklás menyasszony                | 2016. március 26.    | 2016. október 1.     | 122       |
| 23. | El Bandito                                                   | El Bandito                           | 2016. április 2.     | 2016. szeptember 24. | 123       |
| 24. | Into the Mouth of Madcap                                     | Madcap, a gonosz bohóc               | 2016. szeptember 17. | 2016. október 9.     | 124       |
| 25. | The Norse Case Scenario                                      | Ki a természetbe!                    | 2016. szeptember 18. | 2017. január 13.     | 125       |
| 26. | The People vs. Fred Jones                                    | A vádlott: Fred Jones                | 2016. október 22.    | 2017. január 13.     | 126       |

### 2. évad
| #   | Eredeti cím                        | Magyar cím                      | Eredeti premier      | Magyar premier      | Prod. kód |
| --- | ---------------------------------- | ------------------------------- | -------------------- | ------------------- | --------- |
| 1.  | Some Fred Time                     | Fred lábadozik                  | 2017. február 13.    | 2017. július 17.    | 201       |
| 2.  | There Wolf                         | Farkasválság                    | 2017. február 13.    | 2017. július 18.    | 202       |
| 3.  | Renn Scare                         | Reneszánsz szeánsz              | 2017. február 14.    | 2017. július 19.    | 203       |
| 4.  | How to Train Your Coward           | Gyáváké a szerencse             | 2017. február 14.    | 2017. július 20.    | 204       |
| 5.  | Worst in Show                      | Tök utolsókból tök első         | 2017. február 15.    | 2017. július 21.    | 205       |
| 6.  | Mysteries on the Disorient Express | Rejtély rejtély hátán           | 2017. március 25.    | 2017. július 25.    | 206       |
| 7.  | Halloween                          | Halloween                       | 2017. március 26.    | 2017. október 30.   | 207       |
| 8.  | The Curse of Kaniaku               | Kaniaku átka                    | 2017. április 1.     | 2017. augusztus 14. | 208       |
| 9.  | Vote Velma                         | Szavazz Vilmára!                | 2017. április 1.     | 2017. augusztus 15. | 209       |
| 10. | Scroogey Doo                       | Karácsonyi rémtörténet          | 2017. április 1.     | 2017. december 8.   | 210       |
| 11. | In Space                           | Az űrben                        | 2017. április 1.     | 2017. augusztus 16. | 211       |
| 12. | Doo Not Disturb                    | Rendes fiúk                     | 2017. április 2.     | 2017. augusztus 17. | 212       |
| 13. | Silver Scream                      | Bukkanó                         | 2017. június 12.     | 2017. augusztus 18. | 213       |
| 14. | Fright of Hand                     | Hókusz-pókusz                   | 2017. június 13.     | 2017. augusztus 21. | 214       |
| 15. | Greece is the Word                 | A kulcsszó: görög               | 2017. június 14.     | 2017. augusztus 22. | 215       |
| 16. | American Goth                      | Amerika gótjai                  | 2017. július 19.     | 2017. november 14.  | 216       |
| 17. | Omelettes are Forever              | Omlettekkel az örökkévalóságnak | 2017. július 20.     | 2018. február 1.    | 217       |
| 18. | Ghost in the Mystery Machine       | Szellem a Csodajárgányban       | 2017. július 21.     | 2017. november 16.  | 218       |
| 19. | Naughty or Ice                     | Minden jó, ha jég a vége        | 2017. július 22.     | 2017. november 17.  | 219       |
| 20. | Night of the Upsetting Shorts      | A gusztustalan gatyák éje       | 2017. július 23.     | 2017. november 20.  | 220       |
| 21. | Junkyard Dogs                      | Szörny a szeméttelepen          | 2017. július 24.     | 2017. december 31.  | 221       |
| 22. | Protein Titans 2                   | Protein titánok 2               | 2017. július 25.     | 2017. november 15.  | 222       |
| 23. | World of Witchcraft                | Boszorkányváros                 | 2017. július 26.     | 2017. december 11.  | 223       |
| 24. | Pizza O'Possum's                   | Oposszum parti                  | 2017. november 13.   | 2017. december 7.   | 226       |
| 24. | The Curse of Half-Beard's Booty    | A félszakállú kincse            | 2017. november 13.   | 2017. december 7.   | 226       |
| 25. | Professor Huh? Part 1              | Huh professzor, 1. rész         | 2017. szeptember 14. | 2017. december 12.  | 224       |
| 26. | Professor Huh? Part 6 3/4          | Huh professzor, 6 és 3/4. rész  | 2017. szeptember 15. | 2017. december 13.  | 225       |